# Charles Maung Bo
Charles Maung Bo, né le 29 octobre 1948 à Mohla dans le district de Shwebo, est un prélat de nationalité birmane, archevêque de Rangoun depuis 2003, cardinal depuis février 2015.

## Biographie
Charles Maung Bo naît le 29 octobre 1948, à Mohla, village du district de Shwebo de Jean et Juliana Aye Tin, dans une famille rurale profondément chrétienne. 
Orphelin de père à deux ans, il est éduqué dans une école de Salésiens à Mandalay. Il étudie ensuite dans un séminaire salésien près de Pyin U Lwin. 
Il est nommé préfet apostolique de Lashio le 16 mai 1986. Il en devient le premier évêque lorsque la préfecture apostolique est érigée en diocèse le 7 juillet 1990. Il reçoit la consécration épiscopale le 16 décembre suivant, des mains de Alphonse U Than Aung (de), archevêque de Mandalay. 
Le 13 mars 1996, il est transféré à Pathein puis le 15 mai 2003, Jean-Paul II le nomme archevêque métropolitain de Rangoun. 

### Cardinal
Il est créé cardinal le 14 février 2015 par le pape François, en même temps que 19 autres prélats,. Il reçoit alors le titre de Sant'Ireneo a Centocelle. Appartenant à une minorité ethnique, il est le premier citoyen de Birmanie à accéder à la pourpre cardinalice. Sa nomination est interprétée comme un signe d'encouragement aux minorités persécutées de Birmanie, une région dont la situation politique est toujours instable.